# Cartman Finds Love
"Cartman Finds Love" er det syvende afsnit af 16. sæson af den amerikanske animerede sitcom South Park og det 230. afsnit af serien i alt. Der havde premiere på Comedy Central i USA den 25. april 2012.
I afsnittet, hvor en ny sort pige starter på South Park Elementary, bliver Cartman inspireret til at lege "Kirsten Giftekniv", ved at sætte hende sammen med Token, af racistiske årsager.

## Kritikernes modtagelse
Jacob Kleinman fra International Business Times mente at afsnittet var "meget sjovt", selvom det ikke lever op til det klassiske Token-afsnit "Here Comes the Neighborhood".
Ryan McGee fra The A.V. Club gav afsnittet A-, og syntes det var en stærk afslutning på første halvdel af sæsonen – en sæson der i øvrigt var inkonsistent. Selvom den var mindre seriøs en den tidligere sæsons midtvejsfinale, "You're Getting Old", var McGee glad for den "søde, empatiske kerne" i afsnittet, og Cartmans ønske om at være "Kirsten Giftekniv", selvom det var racisme der motiverede det. McGee fandt også Mr. Garrisons Game of Thrones-undervisning "hysterisk morsom".